# فلورنت اوژیه
فلورنت اوژیه (انگلیسی: Florent Ogier؛ زادهٔ ۲۱ مارس ۱۹۸۹) بازیکن فوتبال اهل فرانسه است.
از باشگاه‌هایی که در آن بازی کرده‌است می‌توان به باشگاه فوتبال دیژون، باشگاه فوتبال پاریس، باشگاه فوتبال کلرمون فوت، و باشگاه فوتبال سوشو اشاره کرد.